# Linha Mannerheim

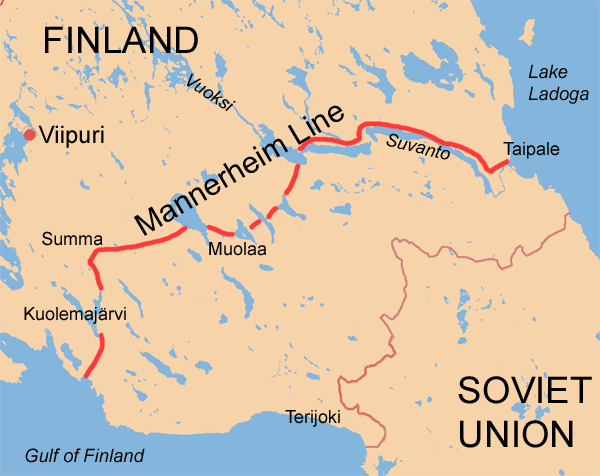
A Linha Mannerheim se estende do golfo da Finlândia ao lago Ladoga

A Linha Mannerheim (em sueco:  Mannerheimlinjen; em finlandês:  Mannerheim-linja) foi uma linha defensiva finlandesa no istmo da Carélia, na fronteira entre União Soviética e Finlândia. Foi planejada por Carl Mannerheim, militar finlandês.
Com os seus 140 km de extensão, é uma verdadeira obra mestra da engenharia militar, tendo tido um papel importante na defesa do território finlandês durante a Segunda Guerra Mundial, alguns anos mais tarde. Apesar da enorme carência de meios, de orçamentos restritos, com poucos homens e com material antiquado, a Linha Mannerheim foi, oito anos depois, um difícil obstáculo para o exército soviético.